# Phil Davis (serieskapare)
Philip "Phil" Davis, född 4 mars 1906 i Saint Louis i Missouri, död 16 december 1964, var en amerikansk serieskapare. Han är framför allt känd som medskapare och tecknare av Mandrake.
Under sina studier vid Washington University in St. Louis hade Davis ett deltidsjobb som ritare, arbetade senare som tecknare på tidningen St. Louis Post-Dispatch och började därefter arbeta med tidskriftsillustrationer och annonsteckning. 1933 träffade Davis Lee Falk, som var chef på en annonsbyrå, och de började samarbeta kring Mandrake. 1934 lyckades Lee Falk sälja in Mandrake till King Features Syndicate och serien lanserades 11 juni 1934.
En av Davis assistenter i Mandrake-projektet var Ray Moore, som 1936 blev Lee Falks medskapare till Fantomen.